# Hrvaška demokratska skupnost
Hrvaška demokratska skupnost (Hrvatska demokratska zajednica) (kratica HDZ) je največja hrvaška parlamentarna politična stranka. Po številu članov se uvršča na prvo mesto, pred Socialdemokratsko stranko Hrvaške (SDP).  

## Predsedniki stranke
- Franjo Tuđman (1989–1999)
- Vladimir Šeks (2000)
- Ivo Sanader (2000–2009)
- Jadranka Kosor (2009–2012)
- Tomislav Karamarko (2012–2016)
- Andrej Plenković (2016–danes)

## Položaji v Evropski uniji

### Evropski komisarji
| Komisar        | Resor                                             | Mandat           | Mandat |
| Komisar        | Resor                                             | Začetek          | Konec  |
| -------------- | ------------------------------------------------- | ---------------- | ------ |
| Dubravka Šuica | Evropska komisarka za demokracijo in demografijo. | 1. december 2019 | poteka |